# Frygtelig lykkelig
Frygtelig lykkelig é um filme de drama dinamarquês de 2008 dirigido e escrito por . Foi selecionado como representante da Dinamarca à edição do Oscar 2009, organizada pela Academia de Artes e Ciências Cinematográficas.

## Elenco
- Jakob Cedergren - Robert Hansen
- Lene Maria Christensen - Ingerlise Buhl
- Kim Bodnia - Jørgen Buhl
- Lars Brygmann - Dr. Zerleng
- Anders Hove - Købmand Moos
- Jens Jørn Spottag - Politimester
- Henrik Lykkegaard - Præst
- Bodil Jørgensen - Bartender
- Peter Hesse Overgaard - Helmuth
- Niels Skousen - Hansi
- Lars Lunøe - Nissum